# Нідерштрігіс
Нідерштрігіс (нім. Niederstriegis) — громада у Німеччині, у землі Саксонія. Підпорядковується адміністративному округу Хемніц. Входить до складу району Середня Саксонія. Підпорядковується управлінню Росвайн. 
Населення - 1 214 осіб (на 31 грудня 2010). Площа - 14,73 км². 
Офіційний код — 14 3 75 120. 

## Адміністративний поділ
Громада підрозділяється на 6 сільських округів. 